# Santuario de Santa María Magdalena

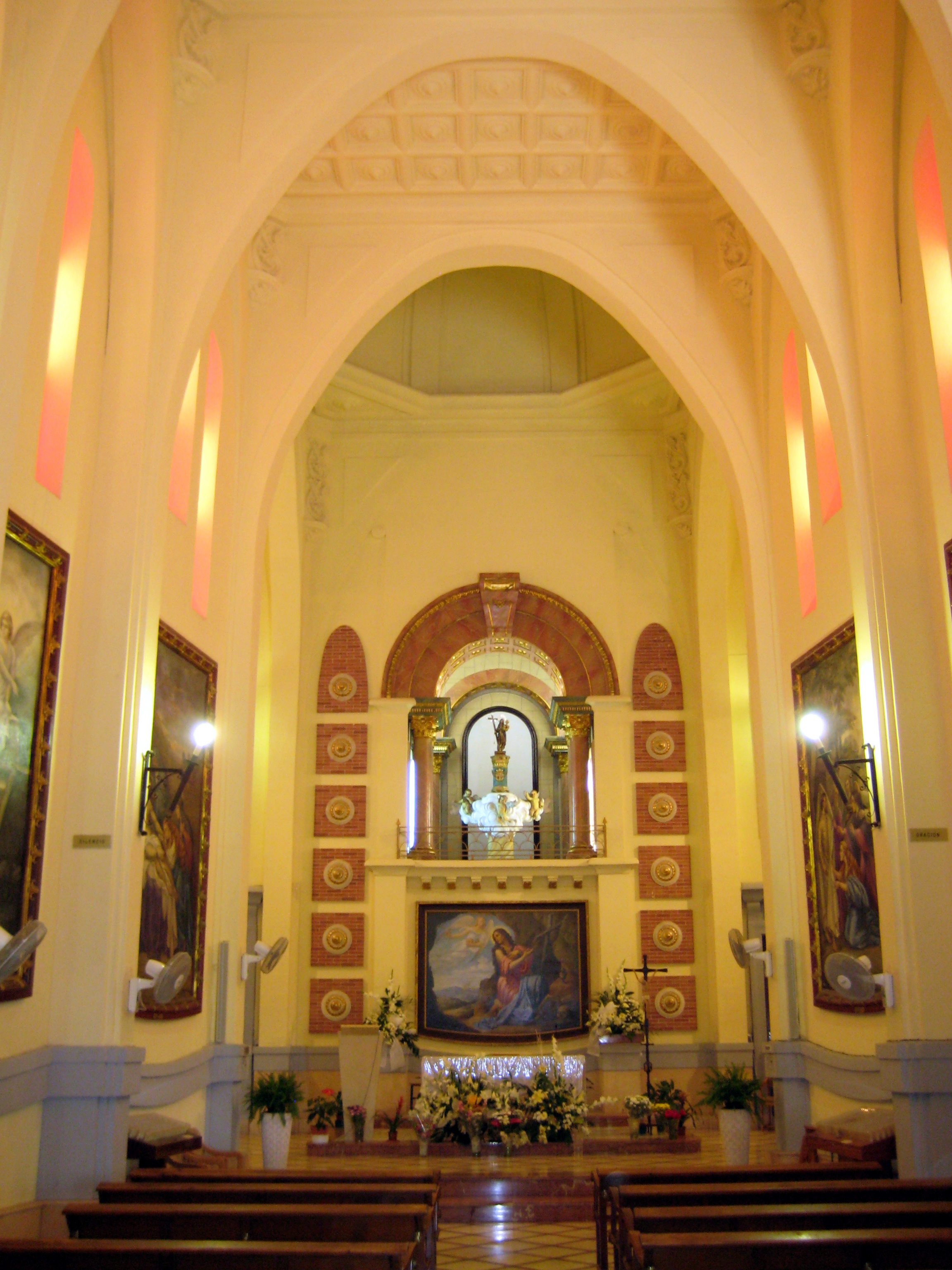
Interno del santuario de Santa María Magdalena.

Il santuario de Santa María Magdalena è un edificio religioso che si trova a Novelda, in Spagna, la cui costruzione cominciò nel 1918 per terminare nel 1946.
Il santuario ha uno stile modernista e presenta molte somiglianze con la Sagrada Família di Antoni Gaudí. Ha una forma a coppa, che simboleggia quella che la santa offrì a Gesù. La facciata principale presenta due torri laterali di 25 metri sormontate da una alta croce di pietra, mentre l'interno è costituito da una navata rettangolare e da due navate laterali. Nell'abside si trova la cappella dedicata a Santa Maria Maddalena, patrona di Novelda, e dietro l'altare è presente un dipinto attribuito a Gaston Castelló.
All'interno del santuario si trova un organo costruito interamente in marmo, di 11 metri di altezza e 6 di larghezza, costituito da 704 canne per un peso complessivo di 40 tonnellate.